# Sommerregent
Sommerregent ist eine Sorte des Kulturapfels (Malus domestica). Der Sommerapfel wurde aus Anton Fischer und James Grieve gekreuzt.

## Beschreibung
Der kleine bis mittelgroße Apfel hat eine goldgelbe Grundfarbe. Auf der Sonnenseite ist er geflammt bis flächig rot. Im Handel ist auch eine rote Mutante erhältlich. Die Schale ist glatt und fest. Sein Fruchtfleisch ist saftig und fest. Er schmeckt süß-säuerlich, hat im Vergleich zu anderen Apfelsorten kein ausgeprägtes eigenes Aroma.

## Anbau
Der Baum wächst schwach und benötigt eine vergleichsweise kräftige Unterlage. Der Baum ist nur wenig verzweigt und neigt im Alter früh zur Vergreisung. Sommerregent bevorzugt humushaltige und nährstoffreiche Böden, die nur mäßig feucht sind. In Deutschland wächst er so nur gut in besten Apfel-Lagen.
In den 1990ern wurde Sommerregent in Deutschland zum Anbau empfohlen, und soll vor allem im lokalen Anbau und auf lokalen Märkten James Grieve ersetzen. Der Baum trägt früh und ist ertragreich. Auch zeigt er keine nennenswerte Alternanz. Gegen Krankheiten ist er im Allgemeinen gut resistent, aber anfällig für Schorf, Mehltau und Obstbaumkrebs.
Pflückreife erreicht der Apfel im Juli bis August, einige Tage vor der Elternsorte James Grieve. Die Äpfel werden ungleichmäßig reif, so dass im kommerziellen Anbau mehrere Pflückdurchgänge erforderlich sind. Wie bei allen Sommeräpfeln sind die Früchte nur kurz haltbar.

## Geschichte
Der Apfel wurde 1950 an der Baumschule J. Fischer in Mülheim-Kärlich gezüchtet. Die Züchter kreuzten dazu den klimafesten Sommerapfel James Grieve mit der Fischer’schen Eigenzüchtung Anton Fischer. Heute zählt er in Süddeutschland neben Summerred, Arkcharm und Delbarestivale zu den verbreiteten Frühäpfeln im kommerziellen Anbau.